# Chamblon
Chamblon je obec v západní (frankofonní) části Švýcarska, v kantonu Vaud, v okrese Jura-Nord vaudois. Žije zde 542 obyvatel.

## Geografie
Chamblon leží v nadmořské výšce 519 m, vzdušnou čarou 2,5 km západně od okresního města Yverdon-les-Bains. Vesnice se rozkládá na výběžku na východní straně izolovaného kopce Mont de Chamblon na severním okraji roviny Orbe, v malebné poloze asi 90 m nad rovinou a Neuchâtelským jezerem.
Rozloha obce o velikosti 2,86 km² zahrnuje část severní části střední Vaudské náhorní plošiny. Většinu území zabírá široký hřeben Mont de Chamblon, kopec z červeného vápence, na kterém se nachází nejvyšší bod obce ve výšce 552 m n. m. Na sever se obec rozprostírá do nížiny Bey, která odděluje kopec od náhorní plošiny na úpatí Jury. V roce 1997 tvořily 20 % rozlohy obce osady, 24 % lesy a háje, 55 % zemědělská půda a necelé 1 % neproduktivní půda.
K Chamblonu patří dvě nové obytné čtvrti pod vesnicí, usedlosti Les Uttins a Cossaux (440 m n. m.) na východním úpatí Mont de Chamblon a několik samostatných statků. Sousedními obcemi jsou Treycovagnes, Suscévaz, Champvent a Montagny-près-Yverdon.

## Historie
Nejstarší doklady osídlení pocházejí z neolitu, kdy se na východním úpatí Mont de Chamblon u Les Uttins nacházela osada na břehu jezera. Neuchâtelské jezero mělo tehdy o něco vyšší hladinu a zasahovalo daleko do roviny Orbe.
První písemná zmínka o místě pochází z 12. století, již pod dnešním názvem Chamblon, který pochází z římského rodového jména Camilius. Od středověku patřil Chamblon k panství Montagny-le-Corbe; v 15. století se stal samostatným malým panstvím. Po burgundských válkách přešla vesnice v roce 1476 pod správu panství Grandson, které bylo pod společnou vládou Bernu a Fribourgu. Po pádu Staré konfederace patřil Chamblon v letech 1798–1803 v období Helvétské republiky ke kantonu Léman, který byl poté po vstupu v platnost Ústavy o zprostředkování sloučen s kantonem Vaud. V roce 1798 byla obec přiřazena k okresu Yverdon. Do konce roku 1996 byla obec součástí okresu Yverdon-les-Bains, od roku 2007 se stala částí nového okresu Jura-Nord vaudois.

## Obyvatelstvo
| Rok            | 1798 | 1850 | 1870 | 1900 | 1950 | 1970 | 2000 |
| Počet obyvatel | 159  | 172  | 217  | 137  | 210  | 198  | 513  |

V roce 2000 hovořilo 91,8 % obyvatel obce francouzsky. Ke švýcarské reformované církvi se ve stejném roce hlásilo 52,4 % obyvatel, k církvi římskokatolické 24,2 % obyvatel.

## Hospodářství
Chamblon byl až do druhé poloviny 20. století vesnicí, která se vyznačovala převážně zemědělstvím. Dnes má zemědělství a chov dobytka pouze marginální význam ve struktuře zaměstnanosti obyvatelstva. Další pracovní místa se nacházejí v místním malém průmyslu a především v sektoru služeb. V zámku v Chamblonu se nachází geriatrická nemocnice. V letech 1979 až 1981 byla na Mont de Chamblon zřízena vojenská základna Chamblon. V posledních desetiletích se Chamblon díky své atraktivní poloze stal oblíbenou rezidenční obcí. Mnoho pracujících proto dojíždí za prací, zejména do Yverdonu.

## Doprava
Obec leží mimo hlavní dopravní tepny, ale je snadno dostupná z Yverdonu. Sjezd z dálnice Yverdon-Ouest na dálnici A5 (Yverdon–Grandson), otevřené v roce 1984, je vzdálený asi 5 km od centra obce. Chamblon je spojen s Yverdonem autobusovou linkou.

## Partnerská obec
- Bellegarde-en-Marche, Francie

## Fotogalerie

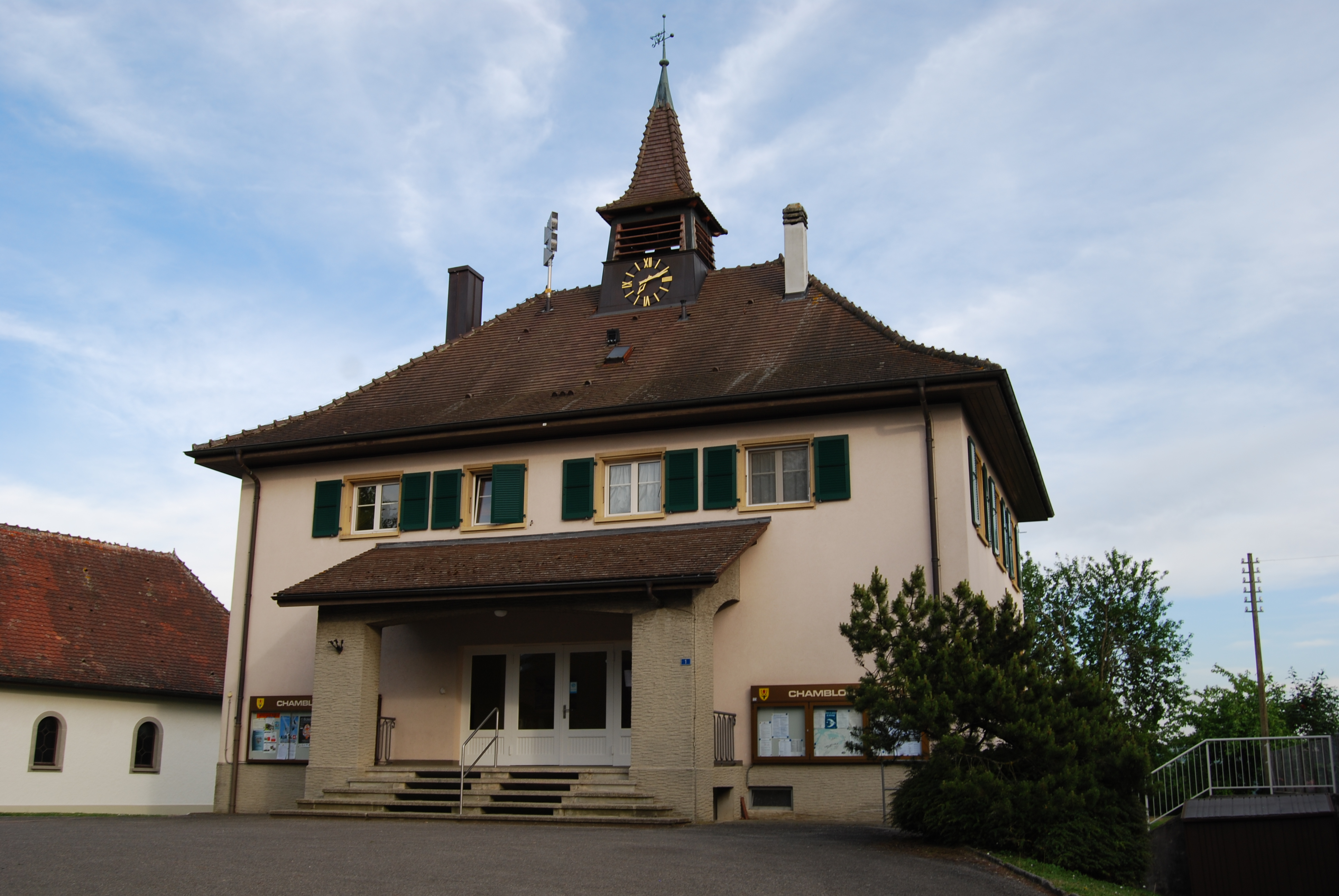
Radnice
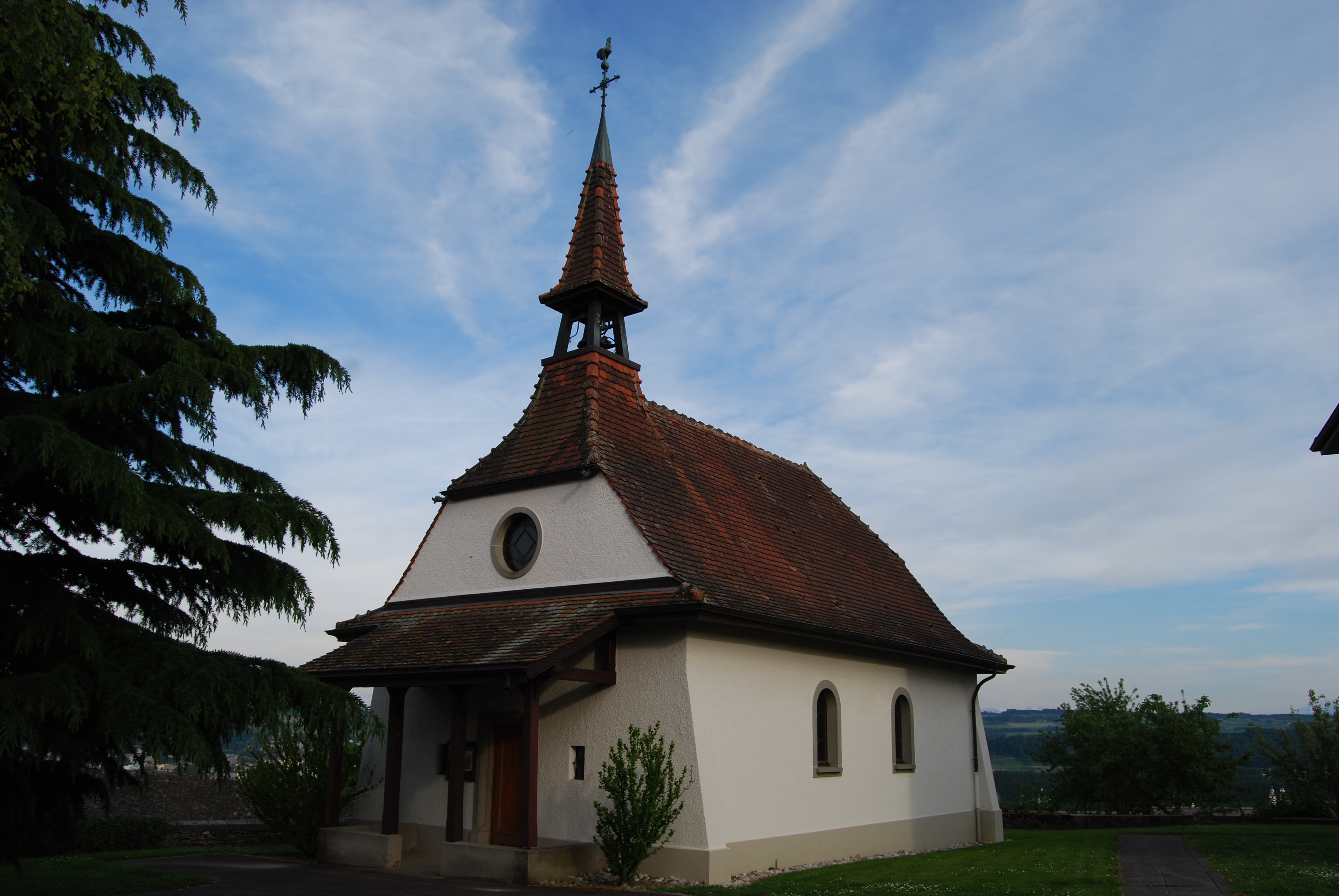
Kaple
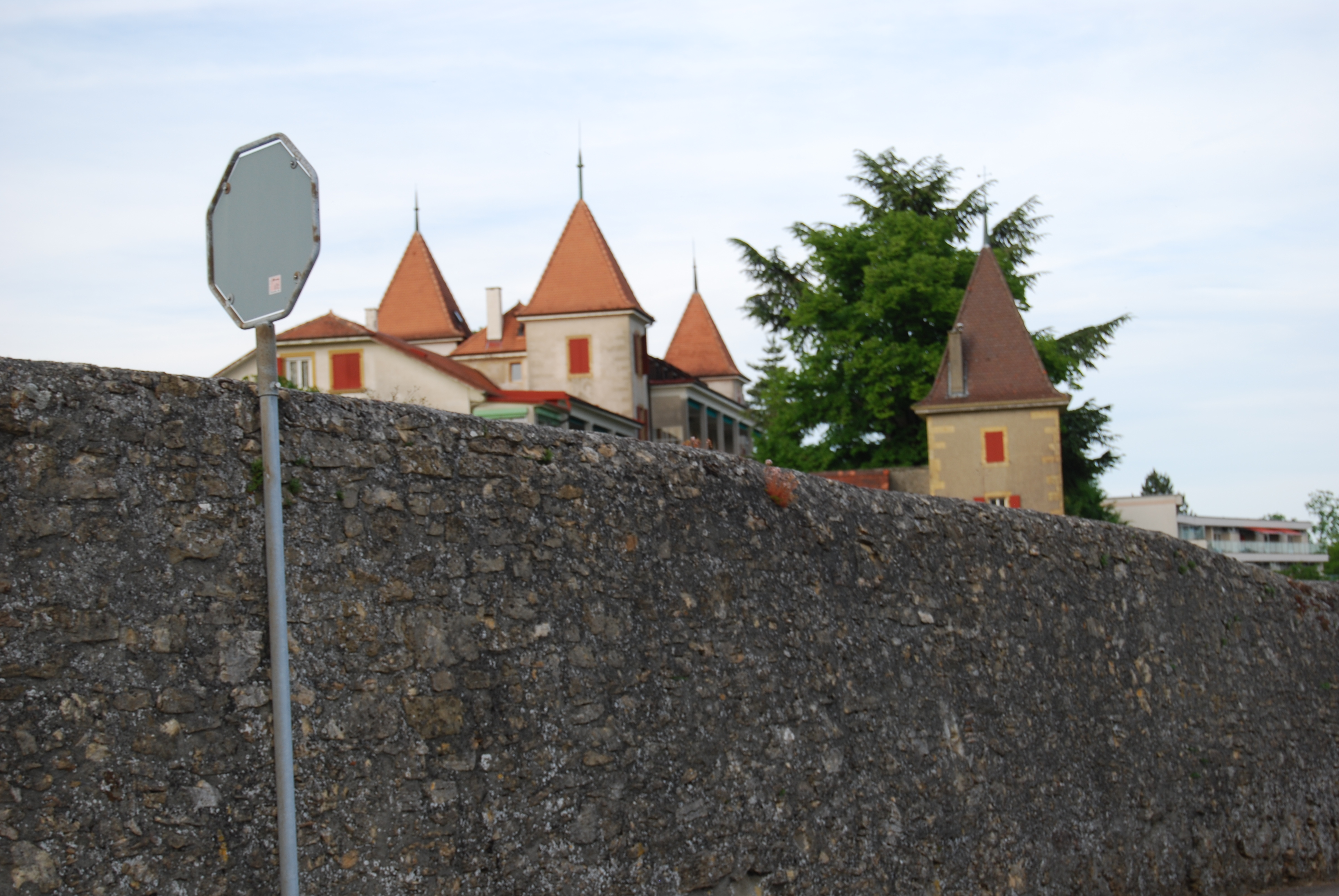
Zámek